# Tenaza (arquitectura)

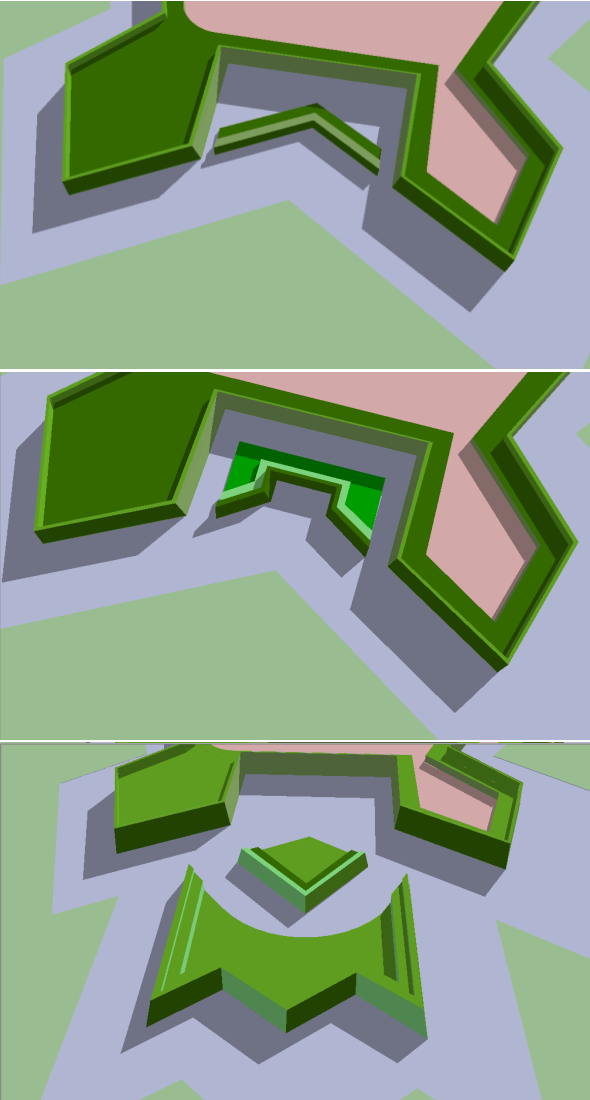
Esquema de varios tipos de tenazas. De arriba a bajo
1) Tenaza simple;
2) Hornabeque de brazos cortos;
3) Mitra de obispo (avanzado en relación con un revellín).

En arquitectura militar, se llama tenaza a una obra de fortificación que se sitúa fuera de las murallas para reforzarla. Forma uno o dos ángulos salientes, sin flancos, y se sitúa delante de la cortina.

## Características y variedades
Con esas características genéricas, los distintos autores dan distintas definiciones, o variedades.  
El caso más habitual es el de la tenaza situada delante de una entre dos baluartes relativamente cercanos. Forma un único ángulo que corresponde a la intersección de las líneas ideales que prolongarían las caras de los dos baluartes. Esta misma forma es explicada por otros autores como una fortificación en forma de tenaza por la parte inferior del baluarte, que sigue hasta dar con la orilla de la parte de afuera del foso para dividir las aguas de él.
Existen también tenazas dobles, cuyo frente está formado por cuatro caras que forman dos ángulos entrantes y dos salientes. Las alas son paralelas entre sí, pero cuando el frente es más ancho que la gola, se llaman de cola de golondrina. Su terraplén (es decir el plano que ocupan los defensores), está al mismo nivel que la campaña (el campo exterior), y suele situarse a  diez o doce varas de los flancos de los baluartes colaterales. A la tenaza doble se le llama también tenazón.